# Красилівка (Вишгородський район)
Краси́лівка — село в Україні, у Іванківській селищній громаді Вишгородського району Київської області. Населення становило 88 осіб у 2008 році.

## Історія
7 (20) листопада 1917 року, відповідно до Третього Універсалу Української Центральної Ради, увійшло до складу Української Народної Республіки.
У 1926 році за переписом населення нараховувалось 490 дворів, у яких проживало 2177 людей.
У 1930 році був утворений колгосп. Через створену примусову колективізацію і штучний голод загинуло багато жителів. У частково вцілілій книзі реєстрації смертей за 1932-1933 роки є прізвища 195 померлих жителів Красилівки.
До 1990 року — Мусійківська сільська рада.
19 липня 2020 року, в результаті адміністративно-територіальної реформи та ліквідації Іванківського району, село увійшло до складу новоутвореного Вишгородського району.
З кінця лютого до 1 квітня 2022 року під час російсько-української війни село було окуповане російськими військами.

## Населення

### Мова
Розподіл населення за рідною мовою за даними перепису 2001 року:
| Мова       | Кількість | Відсоток |
| ---------- | --------- | -------- |
| українська | 22        | 16.42%   |
| російська  | 110       | 82.09%   |
| білоруська | 2         | 1.49%    |
| Усього     | 134       | 100%     |